# Эренцеллер, Бернхард
Бернхард Эренцеллер (родился 5 сентября 1953 года в Санкт-Галлене) — швейцарский юрист и судья в княжестве Лихтенштейн. С февраля 2020 года он является ректором Университета Санкт-Галлена.

## Биография

### Образование
Эренцеллер учился в начальной школе Метцерлен в кантоне Золотурн. В 1973 году он получил аттестат зрелости (Matura) в средней школе в кантоне Ури в Альтдорфе. Эренцеллер изучал юриспруденцию в Фрибурском университете до 1977 года и получил лиценциат. В 1980 году получил лицензию адвоката и нотариуса Золотурна. В 1984 году Эренцеллер с отличием защитил докторскую диссертацию у Луциуса Вильдхабера в Базельском университете по теме «Диоцез Базельского епископства». С 1987 года Эренцеллер приступил к хабилитации (получению права стать приват-доцентом), которая заключается в подготовке второй научно-квалификационной работы по теме «Законодательное насилие и внешняя политика». В то же время он проводил исследования в Институте Макса Планка зарубежного публичного права и международного права в Гейдельберге, в старейшей школе права в США, являющейся частью Гарвардского университета, которая находится в городе Кембридж (штат Массачусетс) и в Швейцарской академии международного права в Лозанне. 14 января 1993 года ему была присвоена учёная степень хабилитированного доктора и получил лицензию на преподавание публичного права.

### Профессиональная карьера
В 1980-х годов баллотировался от христианских демократов на должность судьи в кантоне Золотурн.
Эренцеллер является полным профессором конституционного и административного права в Университете Санкт-Галлена с 1 апреля 1997 года и директором «Института юриспруденции и юридической практики в Университете Санкт-Галлена» с 1 апреля 1998 года. С 2003 по 2011 год он был проректором Университета Санкт-Галлена. С 2011 года он является судьей Государственного суда княжества Лихтенштейн. 14 января 2019 года Эренцеллер был избран новым ректором университетским советом Университета Санкт-Галлена и утвержден правительством кантона Санкт-Галлен 15 января 2019 года. Эренцеллер сменил Томаса Бигера на посту ректора 1 февраля 2020 года.

## Личная жизнь
Женат на адвокате Сабине Кофмель Эренцеллер, имеет сына и дочь.